# Ricardo Lindo Fuentes

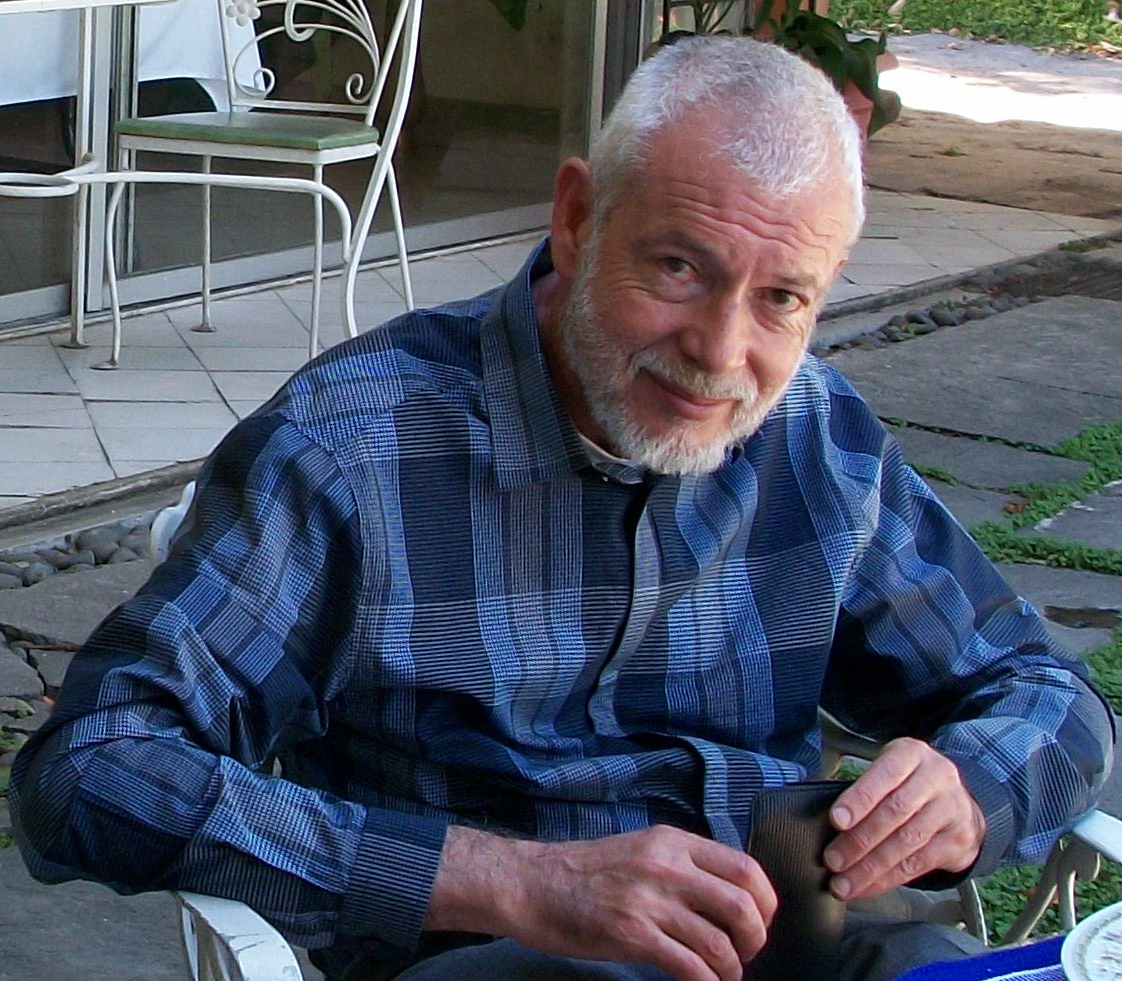
Ricardo Lindo (2009)

Ricardo Lindo Fuentes (* 5. Februar 1947 in San Salvador; † 23. Oktober 2016) war ein salvadorianischer Lyriker, Erzähler, Dramatiker und Essayist.
Der Sohn des Schriftstellers und Diplomaten Hugo Lindo und Bruder des Historikers Héctor Lindo wuchs ab 1953 in Chile und ab 1958 in Kolumbien auf, wo sein Vater als Botschafter wirkte. 1960 kam er nach El Salvador zurück und besuchte das  Colegio Santa Cecilia in Santa Tecla. 1964 ging er nach Spanien und studierte Philosophie an der Universidad Complutense in Madrid. Von 1968 bis 1974 studierte er Psychologie an der Sorbonne in Paris. 1970 wurde er zum salvadorianischen Kulturattaché in Frankreich und Mitglied der salvadorianischen Delegation bei der UNESCO ernannt. Im Jahr 1974 wurde er Mitarbeiter der salvadorianischen Mission bei den Vereinten Nationen in Genf.
In seinem Heimatland wirkte Lindo als Direktor der Zeitschrift ARS der Secretaría de Cultura, der Sala Nacional de Exposiciones und Director Nacional de Artes des Erziehungsministerium  sowie (bis 2010) als Dozent am Centro Nacional de Artes (CENAR). Er nahm an Forschungen zu prähistorischen Malereien im Departement Morazán teil, forschte auf dem Gebiet der indigenen Musik und mündlichen Überlieferungen und hatte als Maler mehrere Gruppen- und Einzelausstellungen. Für sein literarisches Werk, das alle Genres von der Lyrik und Epik bis zum Drama und Essay umfasst, wurde er u. a. mit dem Premio Nacional de Cultura (Literatura) CONCULTURA ausgezeichnet.

## Werke
- Equis, equis equis, 1968
- Rara avis in terra, 1972
- Jardines (mit Zeichnungen von Salvador Choussy), 1981 und 1983
- Ajedrez, 1984
- Las monedas bajo la lluvia (mit Zeichnungen von Salvador Choussy), 1985
- La pintura en El Salvador, 1986
- Cuentos del mar, 1987
- El señor de la casa del tiempo, 1988, 2004
- Morería de papel, 1989
- Lo que dice el río Lempa, 1990
- El esplendor de la aldea de arcilla, 1991
- Las estrellas y las piedras (mit Edgardo Quijano), 1992
- El nacimiento de la flor, 1994
- Tierra, 1996
- Cuentos y leyendas de amor para niños, 1998
- Arca de los olvidos Antología, 1998
- El canto aún cantado, 1999
- Historia del barco embrujado, 2000
- Cuscatlán de las aguas azules, 2001
- Oro, pan y ceniza. 2001
- La burra de Suchitoto, 2002
- 400 ojos de agua, 2003
- Cuscatlán aux Bleues, 2003
- Tía Bubu, Tita y Lipe en el reino de Epaminóndas, 2004
- Injurias y otros poemas (mit Illustrationen von Beatriz Alcaine), 2004
- El asesinato de Oscar Wilde, 2007
- Prudencia en tiempos de brujerí, 2009
- Versión del Lazarillo, 2009
- Bello amigo, atardece, 2010
- Sigue vivito y coleando, 2014